# Trường Trung học Biểu diễn Nghệ thuật Seoul
Trường Trung học Biểu diễn nghệ thuật Seoul (tiếng Anh: Seoul School of Performing Arts; tiếng Hàn Quốc: 서울공연예술고등학교), thường được gọi là SOPA (tiếng Hàn Quốc: 서공예) ở Hàn Quốc, là một trường trung học nghệ thuật ở Gung-dong, Guro-gu, Seoul.

## Lịch sử hình thành
SOPA được thành lập vào ngày 6 tháng 3 năm 1966 với tên gọi Jeonghui High School (정희고등공민학교). Vào ngày 28 tháng 2 năm 2002, Park Jae-ryeon được bổ nhiệm làm hiệu trưởng. Ngày 13 tháng 1 năm 2008, Trường được phê duyệt trở thành trường trung học chuyên đào tạo lĩnh vực nghệ thuật. SOPA được di dời vào ngày 1 tháng 9 năm 2008 đến vị trí hiện tại của nó tại 147-1 Gung-dong, Guro-gu ở Seoul. Sau đó, trường đổi tên thành Trường trung học biểu diễn nghệ thuật Seoul.
Sau khi đổi tên thành School of Performing Arts Seoul (tiếng Hàn: 서울공연예술고등학교; Romaja: Seo-ul Gong-yeon Yesul Godeung Hakkyo), SOPA có đợt tuyển sinh đầu tiên vào ngày 1 tháng 3 năm 2009. Có tổng số 11,935 học sinh tốt nghiệp tính đến ngày 4 tháng 2 năm 2016, với ngày 2 tháng 3 năm 2016 đánh dấu đợt tuyển sinh mới cho năm học 2016.

## Các khoa
- Khoa  Sân khấu điện ảnh: diễn xuất và điện ảnh
- Khoa âm nhạc ứng dụng : Hát và trình diễn
- Khoa nhảy hiện đại: múa đương đại, khiêu vũ thể thao, ballet, Jazz, Múa hàn quốc, Choreo
- Khoa nghệ thuật sân khấu : Tranh phương Tây, Tranh Hàn Quốc, Thiết kế, Nghệ thuật sân khấu

## Cựu học sinh nổi bật
- Jeon Jungkook
- So Junghwan
- An Yu-jin
- Bae Su-ji
- Bang Ye-dam
- Cheng Xiao
- Choi Ji-su
- Chu Sojung
- Choi Jin-ri
- Choi Jun-hong
- Choi Min-hwan
- Choi Seo-ah
- Choi Yoo-jung
- Choi Yu-na
- Gong Chan-sik
- Heo Young-ji
- Hwang Eun-bi
- Hwang Hyun-jin
- Hwang Min-hyun
- Jang Do-yoon
- Jang Ye-eun
- Jeon Won-woo
- Jung Chae-yeon
- Jung Eun-bi
- Jung Ye-rin
- Jung Yoon-Oh
- Kang Chan-hee
- Kang Mi-na
- Kang Seul-gi
- Kang Yi-seok
- Kim Ji-soo
- Kim Do-yeon
- Kim Jong-in
- Kim Min-jae
- Kim Min-ju
- Kim Nam-joo
- Kim Dayeon
- Kim Ye-won
- Kim In-seong
- Kwak Dong-yeon
- Lee Dae-hwi
- Lee Ha-yi
- Lee Hye-ri
- Lee Jae-jin
- Lee Jong-hyun
- Lee Na-eun
- Lee Tae-yong
- Lee Young-yoo
- Lee Je-No
- Mark Lee
- Lee Yeoreum
- Lim Dayoung
- Na Hae-ryung
- Naoi Rei
- Na Jae-min
- Oh Ha-young
- Oh Sehun
- Park Ji-hoon
- Park Jung-hyun
- Park Soo-young
- Park Soobin
- Seo Ji-hee
- Shin Ji-hoon
- Son Na-eun
- Son Seung-yeon
- Son Juyeon
- Song Seung-hyun
- Yang Jeongin
- Zhou Jieqiong
- Lee Donghyuck
- Park Jeongwoo
- Yeo Hwan Yoong
- Jeon Jungkook

- Lee Dokyeom